# Josef Emanuel Meienberg
Josef Emanuel Meienberg (* 30. Oktober 1812 in Bremgarten, Kanton Aargau; † 13. November 1886 ebenda) war ein Schweizer Lehrer, Rektor und Politiker.

## Leben und Werk
Meienberg stammte aus einer alteingesessenen Familie und war der Sohn des Politikers und Stadtschreibers Emanuel. Meienberg studierte am Lyzeum der Höheren Lehr- und Erziehungsanstalt in Solothurn zwei Jahre Theologie bei F. J. Weissenbach und ein weiteres Jahr an der Universität Tübingen. Später wandte er sich der Philologie und dem Lehrfach zu.
Meienberg wurde 1835 als Hauptlehrer an der Bezirksschule Bremgarten gewählt. Von 1837 bis 1872 war er deren Rektor. Meienberg wurde 1838 Schulinspektor und ab 1852 Mitglied in der Lehrerprüfkommission. Ein Jahr später wurde er Inspektor des Lehrerseminars und ab 1863 Mitglied des kantonalen Erziehungsrates. Meienberg setzte sich in Vorträgen und Schriften für die Förderung und Verbesserung des aargauischen Schulwesens ein.
Meienberg trat 1841 als Mitglied des Grossen Rats in die Politik ein. Zusammen mit dem Politiker Xaver Wiederkehr (1812–1886) führte er die oppositionelle Gruppe an, die sich grösstenteils aus dem katholischen Freiamt rekrutierte. Beide setzten sich für die Interessen der katholischen Kirche und Klöster ein. 1849 lehnte Meienberg eine Wiederwahl in den Rat ab. Sein Nachfolger war Plazid Weissenbach.
Für seine Verdienste um das Schulwesen und für sein mutiges Eintreten für die Rechte des katholischen Volksteils wurde Meienberg 1872 zum Bezirksamtmann gewählt.